# 温州民商银行
溫州民商銀行股份有限公司（簡稱溫州民商銀行，縮寫：MSBank）成立于2015年3月，是中華人民共和國境內第一家正式對外營業的民營銀行，注冊資金20億元人民幣。

## 曆史沿革
- 2014年7月25日，經中國銀監會批准[2]，溫州民商銀行正式籌建。
- 2015年3月26日，經中國銀監會浙江監管局批准[3]，溫州民商銀行正式對外營業。

## 外部連結
- 溫州民商銀行官方網站 （页面存档备份，存于）（简体中文）